# Lende e Marmilhac
Lempdes és un municipi francès situat al departament del Puèi Domat i a la regió d'Alvèrnia-Roine-Alps. L'any 2007 tenia 8.331 habitants.

## Demografia

### Població
El 2007 la població de fet de Lempdes era de 8.331 persones. Hi havia 3.482 famílies de les quals 1.030 eren unipersonals (433 homes vivint sols i 597 dones vivint soles), 1.182 parelles sense fills, 1.002 parelles amb fills i 268 famílies monoparentals amb fills.
La població ha evolucionat segons el següent gràfic:
Habitants censats

### Habitatges
El 2007 hi havia 3.669 habitatges, 3.536 eren l'habitatge principal de la família, 25 eren segones residències i 108 estaven desocupats. 2.640 eren cases i 1.015 eren apartaments. Dels 3.536 habitatges principals, 2.235 estaven ocupats pels seus propietaris, 1.238 estaven llogats i ocupats pels llogaters i 63 estaven cedits a títol gratuït; 134 tenien una cambra, 200 en tenien dues, 534 en tenien tres, 1.260 en tenien quatre i 1.408 en tenien cinc o més. 2.743 habitatges disposaven pel capbaix d'una plaça de pàrquing. A 1.599 habitatges hi havia un automòbil i a 1.581 n'hi havia dos o més.

### Piràmide de població
La piràmide de població per edats i sexe el 2009 era:
| Homes | Edats   | Dones |
| ----- | ------- | ----- |
| 4     | 95 o +  | 4     |
| 4     | 90 a 94 | 12    |
| 0     | 85 a 89 | 52    |
| 16    | 80 a 84 | 60    |
| 88    | 75 a 79 | 120   |
| 112   | 70 a 74 | 160   |
| 220   | 65 a 69 | 164   |
| 212   | 60 a 64 | 252   |
| 216   | 55 a 59 | 256   |
| 364   | 50 a 54 | 328   |
| 344   | 45 a 49 | 336   |
| 300   | 40 a 44 | 364   |
| 332   | 35 a 39 | 344   |
| 276   | 30 a 34 | 284   |
| 296   | 25 a 29 | 284   |
| 352   | 20 a 24 | 260   |
| 324   | 15 a 19 | 264   |
| 288   | 10 a 14 | 276   |
| 216   | 5 a 9   | 264   |
| 148   | 0 a 4   | 192   |

## Economia
El 2007 la població en edat de treballar era de 5.605 persones, 3.810 eren actives i 1.795 eren inactives. De les 3.810 persones actives 3.480 estaven ocupades (1.780 homes i 1.700 dones) i 330 estaven aturades (157 homes i 173 dones). De les 1.795 persones inactives 587 estaven jubilades, 809 estaven estudiant i 399 estaven classificades com a «altres inactius».

### Ingressos
El 2009 a Lempdes hi havia 3.382 unitats fiscals que integraven 7.991 persones, la mediana anual d'ingressos fiscals per persona era de 19.019 €.

### Activitats econòmiques
Dels 422 establiments que hi havia el 2007, 5 eren d'empreses alimentàries, 2 d'empreses de fabricació de material elèctric, 14 d'empreses de fabricació d'altres productes industrials, 76 d'empreses de construcció, 147 d'empreses de comerç i reparació d'automòbils, 20 d'empreses de transport, 16 d'empreses d'hostatgeria i restauració, 2 d'empreses d'informació i comunicació, 17 d'empreses financeres, 11 d'empreses immobiliàries, 36 d'empreses de serveis, 47 d'entitats de l'administració pública i 29 d'empreses classificades com a «altres activitats de serveis».
Dels 113 establiments de servei als particulars que hi havia el 2009, 1 era una oficina de correu, 3 oficines bancàries, 1 funerària, 18 tallers de reparació d'automòbils i de material agrícola, 2 tallers d'inspecció tècnica de vehicles, 4 autoescoles, 7 paletes, 5 guixaires pintors, 15 fusteries, 13 lampisteries, 11 electricistes, 1 empresa de construcció, 10 perruqueries, 2 veterinaris, 9 restaurants, 3 agències immobiliàries, 2 tintoreries i 6 salons de bellesa.
Dels 64 establiments comercials que hi havia el 2009, 1 era un hipermercat, 2 grans superfícies de material de bricolatge, 1 una botiga de més de 120 m², 2 botiges de menys de 120 m², 5 fleques, 4 carnisseries, 1 una botiga de congelats, 16 botigues de roba, 6 botigues d'equipament de la llar, 4 sabateries, 9 botigues de mobles, 4 botigues de material esportiu, 1 un drogueria, 2 perfumeries, 3 joieries i 3 floristeries.
L'any 2000 a Lempdes hi havia 18 explotacions agrícoles que ocupaven un total de 488 hectàrees.

## Equipaments sanitaris i escolars
El 2009 hi havia 3 farmàcies i 1 ambulància.
El 2009 hi havia 4 escoles maternals i 3 escoles elementals. Lempdes disposava d'un col·legi d'educació secundària amb 620 alumnes.
```
Disposava d'una escola d'enginyers.
```

## Poblacions més properes
El següent diagrama mostra les poblacions més properes.